# Elisabetta Oliviero
Elisabetta Oliviero (Pompeya, Nápoles, Italia, 18 de julio de 1997) es una futbolista italiana. Juega como defensa.

## Trayectoria
Nacida en Campania, creció en Liguria y se formó en el club genovés Molassana Boero. En 2012 se incorporó al primer equipo, donde permaneció hasta 2016, año en que fue cedida al Cuneo de la Serie A. En verano de 2017 fichó por el Sassuolo, recién ascendido a la máxima división italiana. Después de dos temporadas con el equipo neroverde, en 2019 volvió a su tierra natal firmando con el Napoli, que esa misma temporada logró el ascenso a la Serie A. En julio de 2021 fichó por el Empoli Ladies.

## Selección nacional
Ha sido internacional con las categorías inferiores de la selección italiana (Sub-17, Sub-19 y Sub-23).

## Clubes
| Club                 | País   | Año         |
| -------------------- | ------ | ----------- |
| Molassana Boero      | Italia | 2012 - 2016 |
| Cuneo C. F. (cedida) | Italia | 2016 - 2017 |
| U. S. Sassuolo       | Italia | 2017 - 2019 |
| Napoli Femminile     | Italia | 2019 - 2021 |
| Empoli Ladies        | Italia | 2021 - 2022 |
| U. C. Sampdoria      | Italia | 2022 - 2023 |

## Palmarés

### Campeonatos nacionales
| Título  | Club             | País   | Año         |
| ------- | ---------------- | ------ | ----------- |
| Serie B | Napoli Femminile | Italia | 2019 - 2020 |